# Ruch Czystych Serc
Ruch Czystych Serc (RCS) – młodzieżowy ruch katolicki zainicjowany przez redakcję czasopisma „Miłujcie się!” (obecnie "Trwajcie w miłości"), którego członkowie decydują się na zachowanie dziewictwa przed zawarciem małżeństwa.
Patronką ruchu jest bł. Karolina Kózka, która zginęła 18 listopada 1914, broniąc się przed gwałtem.
Obecnie pismem formacyjnym Ruchu Czystych Serc jest Katolicki Dwumiesięcznik Ewangelizacyjny „Trwajcie w miłości”, a moderatorem krajowym jest ks. dr Mieczysław Piotrowski.

## Geneza
W latach dziewięćdziesiątych XX wieku powstało wiele organizacji promujących wstrzemięźliwość seksualną aż do ślubu. Ruch ten był odpowiedzią na swobodę seksualną, która opanowała Amerykę w latach sześćdziesiątych XX wieku. Jego rozwój w wielu rejonach USA wprowadził tzw. modę na czystość, m.in. przez ruch True Love Waits. 
W Kościele baptystycznym podobny ruch zapoczątkowano w Nashville w stanie Tennessee pod kierunkiem pastora Richarda Rossa. W 1997 r. w Denver w stanie Kolorado katolicki duchowny, ks. William Carmody, zapoczątkował ruch propagujący czystość przedmałżeńską. Ruch został nazwany Czysty z wyboru. Obecnie do tego Ruchu należy ok. 3-4 miliony młodych.

## Ruch w Polsce
Od końca lat osiemdziesiątych dwudziestego wieku polską młodzież starano się zainteresować czasopismami, które wydawane były na Zachodzie, a na fali przemian „wolnościowych” pojawiły się w wersji polskojęzycznej. W czasopismach tych promowano rozwiązłość seksualną, prowadząc do uzależnienia od nieuporządkowanych doznań seksualnych. Lata 80. i 90. XX wieku cechowały się ekspansją wydawnictw o charakterze pornograficznym oraz łatwo dostępnych filmów w telewizji i w Internecie, co skutkowało narastającą liczbą uzależnień wśród młodzieży.
Współcześnie do RCS można przystąpić indywidualnie poprzez udanie się do spowiedzi świętej i odmówienie modlitwy zawierzenia z intencją wstąpienia do ruchu. Przystąpić można również w czasie rekolekcji i spotkań organizowanych przez ruch, a także poprzez wpis na stronie ruchu. Wszystkie osoby oficjalnie zgłoszone do RCS wpisywane są następnie do Księgi czystych serc.
Ruch Czystych Serc jest to środowiskiem wzrostu dla młodych ludzi, którzy w wolności od uzależnień chcą przygotowywać się do małżeństwa lub innego rozeznanego powołania.
Głównym program formacyjny RCS jest zawarty w zobowiązaniach zawartych w modlitwie zawierzenia RCS. Zachowanie czystości przedmałżeńskiej i wolność od wszelkich nałogów, a przede wszystkim pielęgnowanie relacji z Jezusem, poprzez m.in. codzienną modlitwę i życie sakramentalne (częstą Eucharystię i regularną spowiedź św.), oraz podjęcie konkretnej pracy nad sobą.
Poza tym członkowie ruchu przez pracę nad swoim charakterem chcą osiągnąć opanowanie, silną wolę, umiejętność kontrolowania emocji i pobudzeń seksualnych. W tym celu starają się zorganizować dzień w taki sposób, aby było w nim miejsce na modlitwę, naukę, pracę, odpoczynek, sport, zabawę.
Ruch Czystych Serc zachęca do trwania w bliskiej relacji z Jezusem Chrystusem poprzez aktywne uczestnictwo w życiu sakramentalnym Kościoła katolickiego. Działania RCS skupiają się na zachęcaniu do podjęcia zobowiązań w ramach tego ruchu, co ma na celu zorganizowane wspieranie członków w ich dążeniu do utrzymania i pogłębiania relacji z Chrystusem, jednocześnie pomagając im unikać grzechów i słabości. W ten sposób RCS stara się być narzędziem w duchowym wzroście i świętości życia swoich członków.
Według dwumiesięcznika „Trwajcie w miłości” ideę Ruchu Czystych Serc określają słowa „Błogosławieni czystego serca albowiem oni Boga oglądać będą” (por. Mt 5, 8), słowa papieża Jana Pawła II: „Musicie od siebie wymagać, nawet gdyby inni od was nie wymagali” oraz „ABC Społecznej Krucjaty Miłości” kardynała Stefana Wyszyńskiego.
Obecnie, po wielu latach istnienia Ruchu Czystych Serc, istnieje duża liczba małżeństw zawartych przez jej członków, którzy realizują swoje powołanie do życia w czystości małżeńskiej. W ten sposób powstała nowa wspólnota formacyjna w Kościele katolickim – Ruchu Czystych Serc Małżeństw(RCSM) jako przestrzeń formacji dla małżeństw.